# Scopula opicata
Scopula opicata là một loài bướm đêm trong họ Geometridae.